# Den Hartog Peak
Der Den Hartog Peak ist ein 990 m hoher Berg an der Dufek-Küste der antarktischen Ross Dependency. Er ragt 5 km südöstlich des Woodall Peak an der Westseite der Mündung des Ramsey-Gletschers in das Ross-Schelfeis auf.
Entdeckt und fotografiert wurde der Berg durch während der United States Antarctic Service Expedition (1939–1941) bei einem Überflug zwischen dem 29. Februar und dem 1. März 1940. Der US-amerikanische Geophysiker Albert P. Crary  (1911–1997) nahm zwischen 1957 und 1958 eine Vermessung des Berges vor. Crary benannte den Berg nach Stephen Den Hartog, Glaziologe einer Mannschaft, die zwischen 1958 und 1959 das Viktorialand erkundete und 1958 auf der Station Little America V überwinterte.